# لکاشن
لکاشن (به لاتین: Lekaszyn) یک روستا در لهستان است که در گمینا اونگیوو واقع شده‌است. لکاشن ۱۸۰ نفر جمعیت دارد.